# Vladimir Rybine
Pour les articles homonymes, voir Rybine.
Vladimir Alexandrovitch Rybine (en russe : Влади́мир Алекса́ндрович Ры́бин), né le 13 février 1949 à Debaltseve (actuelle Ukraine), est un médecin et explorateur russe. 

## Biographie
Vladimir Alexandrovitch Rybine est né à Debaltseve en URSS. En 1966, il y est diplômé de l'école no 5 avec une médaille d'or. Il étudie ensuite à l'Institut médical de Voroshilovgrad. Servant comme médecin dans l'Oural, il travaille, à partir de 1986, comme thérapeute à l'hôpital ferroviaire de Sverdlovsk, comme médecin du sport et traumatologue dans les principaux clubs de basket-ball de la région de l'Oural (BC Ural Yekaterinburg (en), UMMC, Ural Great Perm, BC Euras (en)).
Maître des sports de l'URSS en athlétisme, il est aussi engagé dans l'alpinisme, prend part à de nombreuses randonnées dans le sud de l'Oural, au Kamtchatka, en Crimée, dans les Carpates, en Carélie et dans le Caucase et se fait connaître en étant membre d'une expédition subpolaire organisée par le magazine Ural Pathfinder (Уральский следопыт (ru)) et d'une expédition à la péninsule de Taïmyr.
En 1982-1983, il est lé médecin de l'expédition polaire du journal Советская Россия de Ouelen à Mourmansk,. Le groupe de route de l'expédition est composé de six personnes : Sergueï Soloviov (chef), Vladimir Rybine (médecin), Vladimir Karpov (opérateur radio), Philippe Ardeïev (musher), Iouri Borisikhine (journaliste, correspondant du magazine Ural Pathfinder) et Pavel Smoline (navigateur),. Il participe aussi en 1986 à l'expédition sur les modes de transport techniques (luges à moteur et motos) le long de la crête de l'Oural, de la mer de Kara à la mer Caspienne qui lui apporte une forte popularité,.

## Récompenses
- Ordre de l'Amitié des peuples, 1983
- Maître des sports de l'URSS en athlétisme